# Milna (gmina Milna)
Milna – wieś w Chorwacji, w żupanii splicko-dalmatyńskiej, w gminie Milna. W 2011 roku liczyła 830 mieszkańców.